# Ilussia
Ilussia es el undécimo álbum de estudio de la banda Mägo de Oz.
Se trata de un disco conceptual, y ha sido definido por Txus di Fellatio, el líder de la banda, como "El disco que debió ser Gaia III: Atlantia".
El disco toma un giro con respecto a los anteriores trabajos de la banda, apostando por unas guitarras más oscuras y dejando un poco de lado el folk y la música celta para centrarse en temas más épicos y orquestales.
El disco es considerado por los fanáticos del grupo como el mejor álbum de la agrupación desde la llegada de Zeta, su tercer vocalista.

## Concepto
La trama del disco se centra en un circo abandonado y maldito que cobra vida en medio de un bosque, donde una niña se encuentra con su hermano jugando al escondite. La niña se topa con una esfera de luz que termina por transformarse en un payaso, de nombre Skippy. La historia ha sido escrita por Txus con ayuda de Mario Ruiz, de Krea Films.

## Detalles del disco
El disco se comenzó a grabar el 15 de julio, bajo la producción de Alberto Seara "Flor" en los estudios Cube durante más de dos meses.
El 25 de agosto a través del sitio de la banda fue revelado el primer sencillo del disco, Cadaveria el cual está acompañado de un videoclip dirigido por Mario Ruíz, al igual con un guion realizado por Txus y Mario Ruiz, la realización del videoclip contará con un importante presupuesto y un gran despliegue de medios. En palabras de Txus, “es una canción más moderna de lo habitual, con un estribillo muy pegadizo y con gaitas escocesas aparte de los violines y flautas típicos de Mägo”. La temática de dicha canción, gira en torno a la figura de la Santa Muerte.
El segundo se llama “Vuela Alto” y, en palabras de Txus, es “el típico tema de Mägo pero mucho más heavy”. Ambos cortes, afirma el baterista, son “muy comerciales”.
El 4 de septiembre, en la página del grupo se dio a conocer que la cantante Pilar Jurado colaboraría en el disco, cantando en los temas Pensatorium e Ilussia.
Es importante recalcar que es uno de los pocos álbumes de la banda sin canciones instrumentales y además el primer disco conceptual como vocalista Javier Domínguez "Zeta". La portada fue diseñada por el diseñador habitual del grupo, Gaboni.

## Lista de canciones
| N.º | Título                   | Duración |  |
| 1.  | «Pensatorium»            | 7:02     |  |
| 2.  | «Melodian»               | 4:07     |  |
| 3.  | «Abracadabra»            | 3:48     |  |
| 4.  | «Vuela alto»             | 4:08     |  |
| 5.  | «Si supieras...»         | 5:48     |  |
| 6.  | «Pasen y beban»          | 5:27     |  |
| 7.  | «Salvaje»                | 3:55     |  |
| 8.  | «La viuda de O'Brian»    | 4:20     |  |
| 9.  | «Cadaveria»              | 4:47     |  |
| 10. | «Constelación Alpha DCI» | 4:55     |  |
| 11. | «De la piel del Diablo»  | 4:40     |  |
| 12. | «Ilussia»                | 7:54     |  |
| 13. | «Moriré siendo de ti»    | 4:13     |  |

## Intérpretes
- Zeta: Voz
- Patricia Tapia: Voz y coros
- Txus: Batería
- Mohamed: Violín
- Carlitos: Guitarra solista
- Frank: Guitarra rítmica
- Fernando Mainer: Bajo
- Javi Diez: Teclados, sintetizadores, acordeón, MorphWiz
- Josema: Flauta travesera, whistle, pito castellano, bodhram y Gaita

### Colaboraciones
- Pilar Jurado: Voz en Pensatorium e Ilussia
- Carlos Escobedo (Sôber, Savia): Coros

## Ventas
Ilussia conseguiría ser disco de oro por 40.000 copias vendidas